# 高木安雄
高木 安雄（たかぎ やすお、1950年 -2022年7月21日）は、日本の政治学者。慶應義塾大学大学院健康マネジメント研究科名誉教授。専門は、医療保障、医療経済、医療政策。

## 略歴
- 1973年（昭和48年）：千葉大学教育学部卒業。株式会社社会保険研究所「社会保険旬報」編集部、厚生省専門誌記者クラブ加入。
- 1990年（平成2年）：特殊法人社会保障研究所。
- 1993年（平成5年）：同研究所調査部長。
- 1996年（平成8年）：仙台白百合女子大学人間学部人間生活学科教授。
- 2000年（平成12年）：日本福祉大学経済学部経営開発学科教授。
- 2001年（平成13年　：九州大学大学院医学研究院医療経営・管理学講座教授。
- 2005年（平成17年）：慶應義塾大学大学院健康マネジメント研究科教授[1]。
- 2009年（平成21年）：慶應義塾大学大学院健康マネジメント研究科教授委員長[2]。
- 2016年（平成28年）：慶應義塾大学大学院健康マネジメント研究科教授を定年退職[3]。

## 著作
- 『医療費と医療保障』(共著、東京大学出版会)